# Петар (Йованович)
Петар Йованович (серб. Митрополит Петар, в миру Павло Йованович, серб. Павле Јовановић, 18 лютого 1800, Ілок, Вуковарсько-Сремська жупанія, Хорватія — 22 вересня 1864, Сремські Карловці, Південно-Бацький округ, Сербія) — єпископ Карловацької патріархії, єпископ Горноварловацький; до 1859 року — єпископ Белградської митрополії, митрополит Белградський і архієпископ Сербський.

## Біографія
Закінчив Карловацьку нижчу гімназію, Карловацьку духовну семінарію і згодом — філософський факультет в Сегедині.
У 1819-1829 — викладач Карловацької гімназії.
З 1830 переїхав до Сербського князівства, де став секретарем вищого народного суду в Крагуєваці і секретарем Княжої канцелярії.
Після прийняття князем рішення звести його на престол митрополита Сербського, швидко просувався по щаблях церковної ієрархії.
Єпископ Ужицький Никифор Максимович постриг Петара у ченці і висвятив на священика.
У 1833 році в Константинополі патріархом Костянтином зведений сан архієпископа.
На час звільнення Сербії від турецького ярма вищі місця в сербській церкві були зайняті греками.
Духовних шкіл не було. Багато чого досяг в організації та облаштуванні церковного життя в молодій сербській державі. Заснував Консисторію (Духовний суд), Апелляторію (Апеляційний суд), в 1836 році заснував Белградську духовну семінарію, сприяв виданню богослужбової літератури і перекладам богословських праць.
Був змушений покинути місце Белградського митрополита в 1859 році, оскільки Свято-Андріївська скупщина, яка повернула князя Мілоша назад до Сербії, визнала Петра скомпрометованим його підтримкою зміщеному князю Олександру Карагеоргієвичу.
У тому ж році перейшов до кліру Карловацької Митрополії та призначений єпископом Горнокарловацьким.
Помер 22 вересня 1864 в Сремських Карловцях. Похований у монастирі Крушедол.